# Patrice Pluyette
Patrice Pluyette est un écrivain français, né le 5 septembre 1977 à Chevreuse (Yvelines). 

## Biographie
Après des études de Lettres Modernes à la Sorbonne et une maîtrise sur Eugène Ionesco (« Le Merveilleux dans l’œuvre théâtrale d'Eugène Ionesco »), Patrice Pluyette interrompt en 2002 les concours pour l’enseignement et se consacre à l’écriture. En 2004, il choisit de s’établir au bord de la mer dans le Morbihan. 
Après un recueil de poésie paru en 2001, Décidément rien (Éditions-Galerie Racine), il publie deux romans ou récits très remarqués chez Maurice Nadeau : Les Béquilles (2004) et Un vigile (2005). Par la suite, il intègre les Éditions du Seuil, chez qui il a publié six romans, dans la prestigieuse collection Fiction et cie : Blanche (2006), La Traversée du Mozambique par temps calme (2008) sélectionné pour le Prix Goncourt, le Prix Médicis, le Prix Jean Giono et le Prix du Style, Un été sur le Magnifique (2011), La fourmi assassine (2015), La vallée des Dix Mille Fumées (2018), Film fantôme (2023).
En octobre 2008, le Festival international de géographie lui décerne le prix Amerigo-Vespucci pour son roman  La Traversée du Mozambique par temps calme.
En novembre 2008, il obtient le Prix Pierre Mac Orlan, dont le jury était présidé par Pierre Bergé, pour ce même roman.
En 2010-2011 Patrice Pluyette est pensionnaire à la Villa Médicis de Rome.[réf. nécessaire]
Son roman, La Fourmi assassine, sorti en 2015 aux Éditions du Seuil, a été sélectionné pour le Grand Prix RTL/Lire et le Prix Alexandre Vialatte.
Durant l'année 2017, Patrice Pluyette a été en résidence au Muséum national d'Histoire naturelle de Paris.[réf. nécessaire]
Son dernier roman, Film fantôme est sorti à la rentrée littéraire de janvier 2023 aux Éditions du Seuil.
En 2019, il a bénéficié d'un séjour à la maison de Pure Fiction dans le Lot, dirigée par Isabelle Desquelles.[réf. nécessaire]
En 2020, il a été pensionnaire à la villa Marguerite Yourcenar et à la maison Julien Gracq.[réf. nécessaire]

## Œuvres

### Romans
- 2004 : Les Béquilles, Éditions Maurice Nadeau
- 2005 : Un vigile, Éditions Maurice Nadeau
- 2006 : Blanche, Éditions du Seuil
- 2008 : La Traversée du Mozambique par temps calme, Éditions du Seuil
- 2011 : Un Été sur le Magnifique, Éditions du Seuil
- 2015 : La Fourmi assassine, Éditions du Seuil
- 2018 : La vallée des Dix Mille Fumées, Éditions du Seuil
- 2023 : Film fantôme, Éditions du Seuil

### Poèmes
- 2001 : Décidément Rien, Éditions-Galerie Racine